# Совіньйон Блан

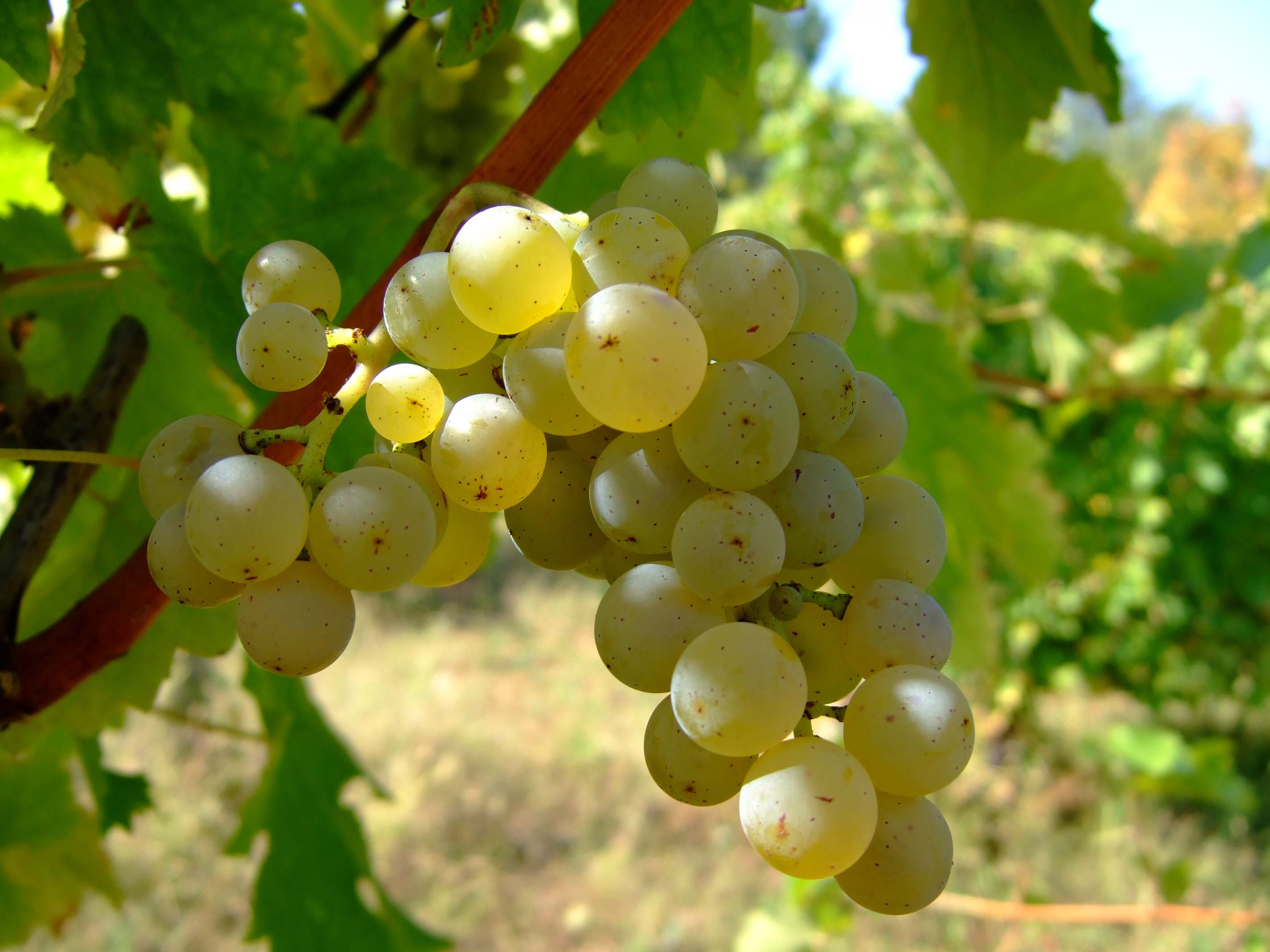
грона Совіньйон Блан

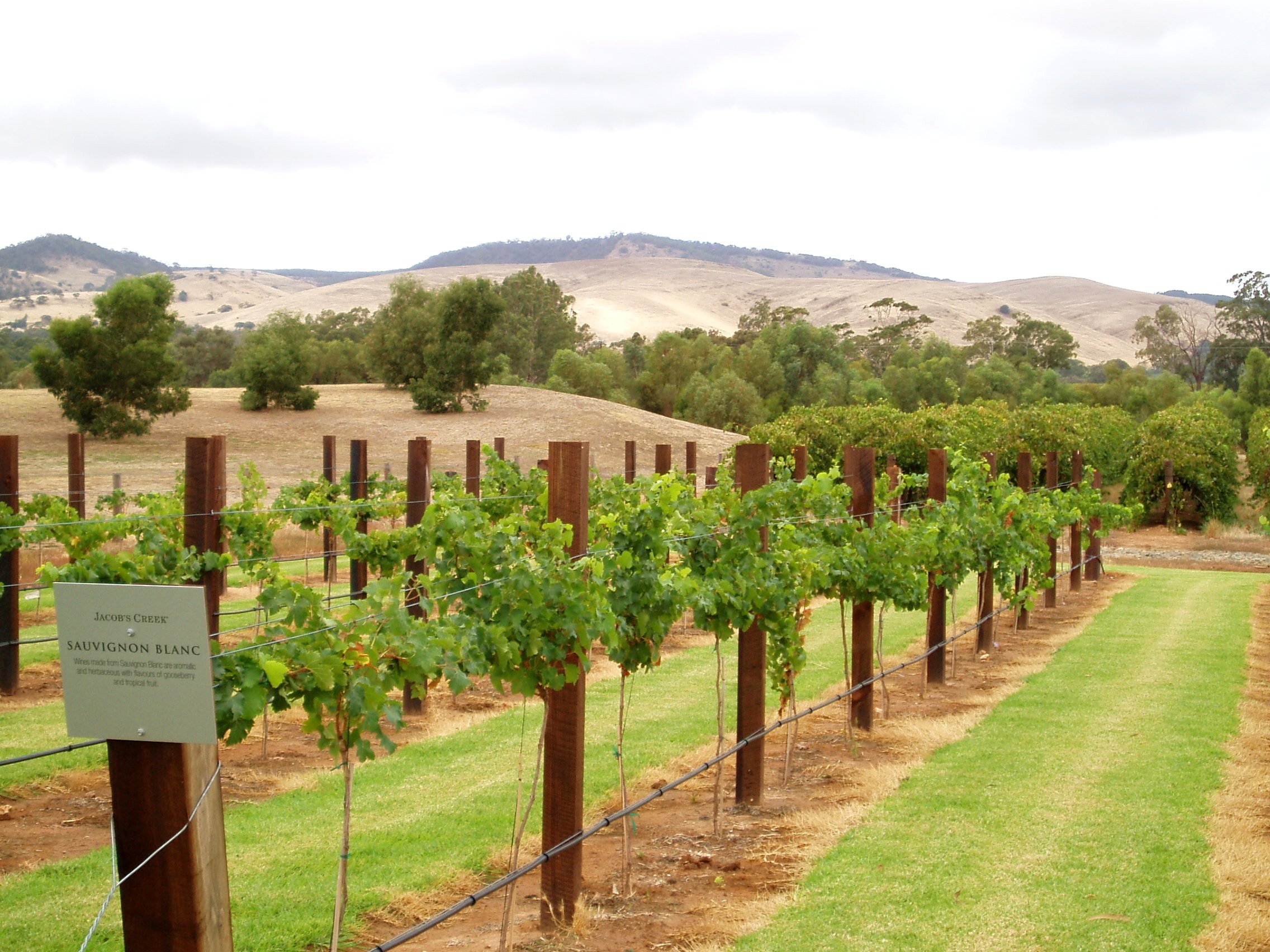
Лози Совіньйон Блан в Австралії

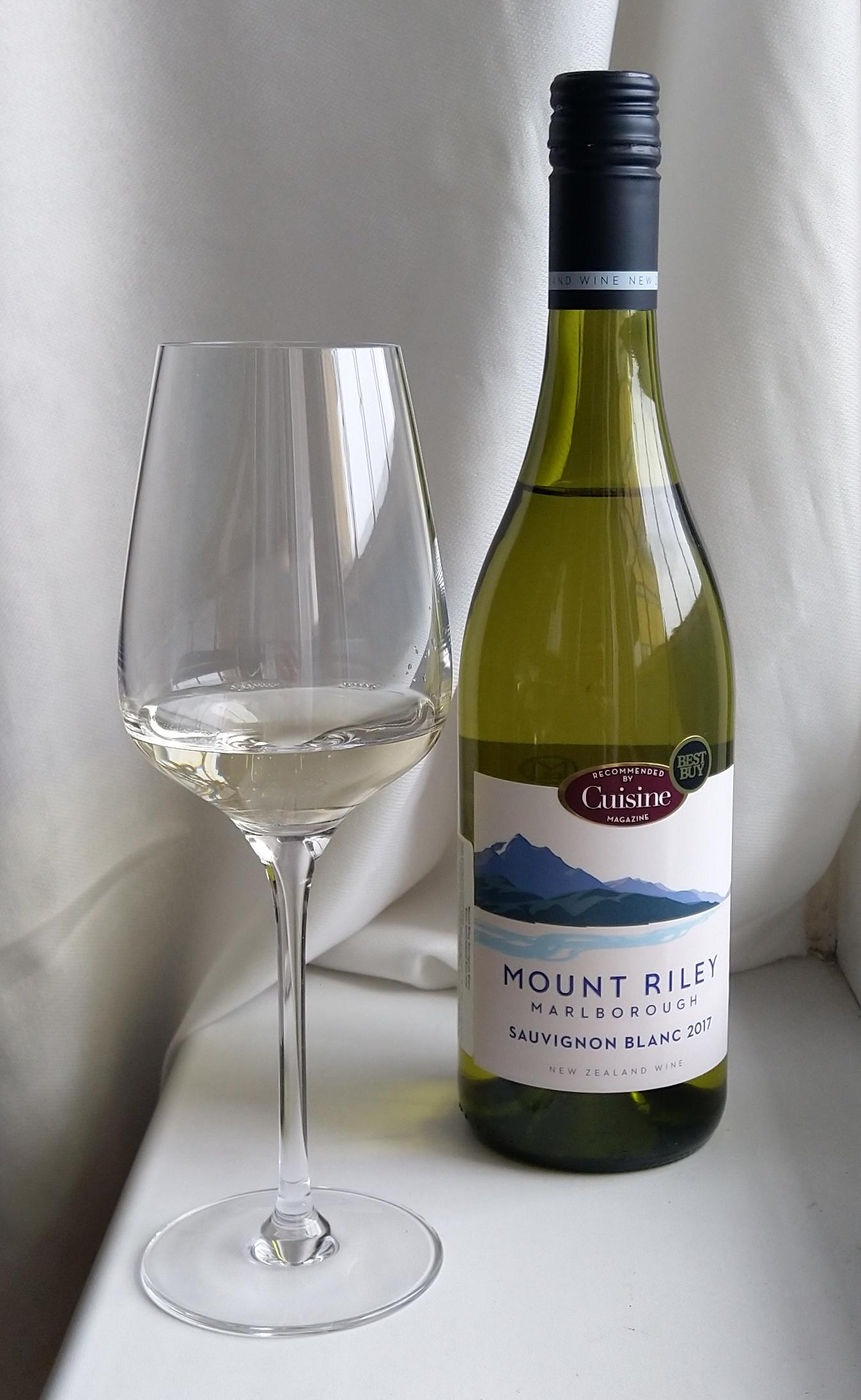
Совіньйон Блан з регіону Марлборо

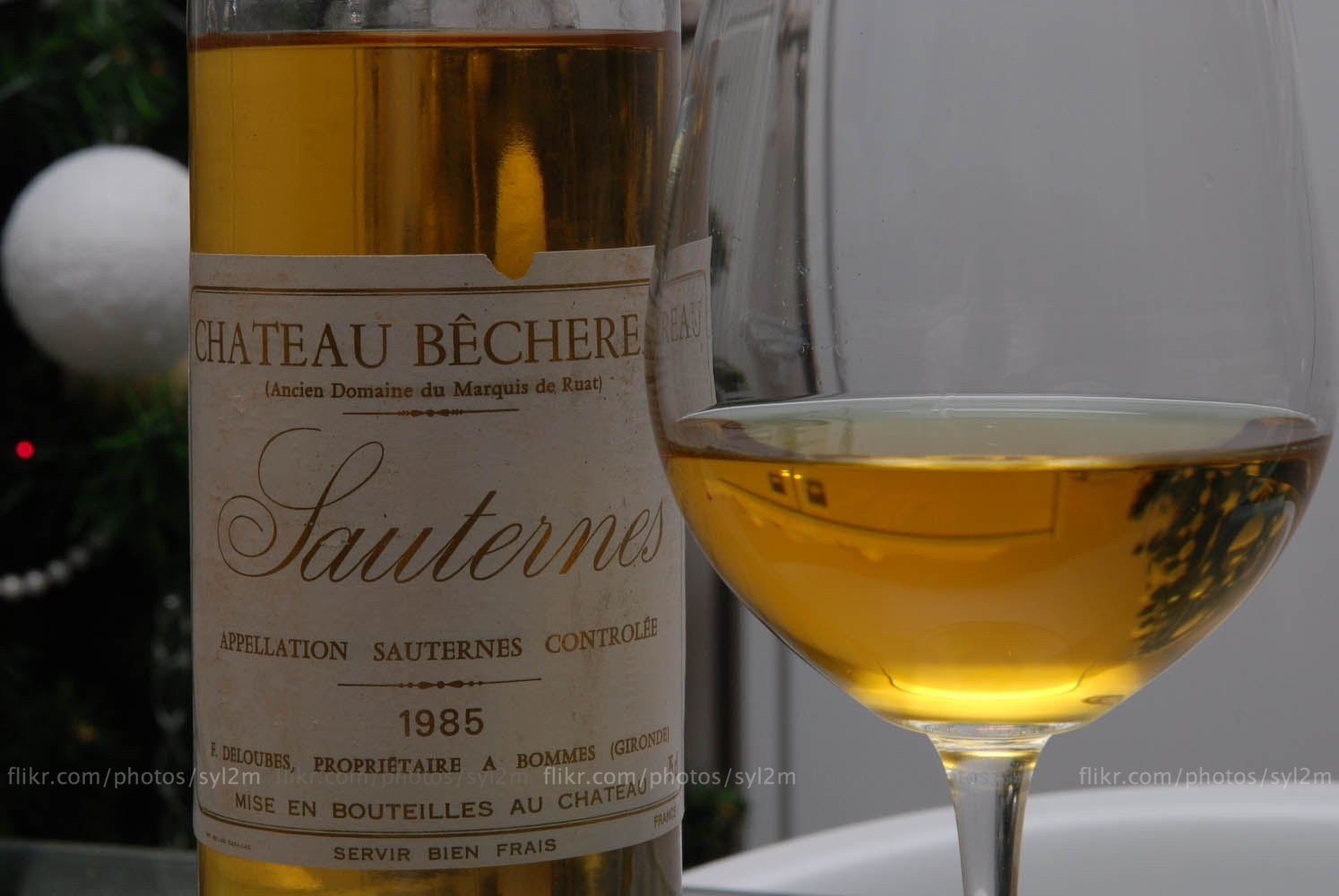
Сотерн

Совіньйон Блан (фр. Sauvignon Blanc) — ароматний білий сорт винограду, підвид виду Виноград культурний (Vitis vinifera), один з так званих «великих винних сортів». Совіньйон Блан — ароматний сорт винограду, використовується для виготовлення широкого спектра вин від сухих до десертних.

## Походження
Совіньйон Блан походить, скоріш за все, з заходу Франції, з Долини Луари чи регіону Бордо. Совіньйон Блан є одним з батьків іншого великого сорту — Каберне Совіньйон.

## Агротехніка
Лоза Совіньйон Блан дуже активно росте, утворюючи багато листя, що забирає енергію та поживні речовини від ягід. Тому винороби приділяють особливу увагу прорідженню листя та способам посадки. Сорт потребує прохолодного клімату, оскільки у спекотну погоду ягоди достигають занадто швидко і тому втрачають аромати і освіжаючу кислотність, за які цінують вина з Совіньйон Блан. Найсприятливіші ґрунти — вапняк, крейда.

## Розповсюдження
Франція домінує у світовому виробництві Совіньйон Блан. Окрім Франції, сорт можна зустріти майже тільки в Італії. Поза межами Європи визначними регіонами культивації Совіньйон Блан є Нова Зеландія, Австралія, США, Південна Африка та Чилі.

### Визначні регіони
Найкращими регіонами виробництва Совіньйон Блан є Сансерр, Пюї-Фюме (Долина Луари), Сотерн (Бордо) — у суміші з сортом Семільйон, регіон Клауді Бей (Марлборо, Нова Зеландія).

### Інші регіони
Совіньйон Блан з успіхом вирощується в США (Каліфорнія та штат Вашингтон), у Південній Африці, та у Східній Європі.

## Стилі вина
Смакові та ароматичні характеристики: Вина з Совіньйон Блан зазвичай мають легкий золотий або лимонний колір, мають високі кислотність та інтенсивність смаку й ароматів.
- класичні аромати: аґрус, трави, зелений перець
- у прохолодних кліматах: аніс, маракуя (особливо Нова Зеландія)
- у теплих кліматах домінує персик, але вина легко втрачають інші фруктові аромати й стають невиразними, з нотками аспарагуса і навіть консервованого гороху.

Вино з Совіньйон Блан рідко піддають витримці у дубі й витримці взагалі. Більшість вин з цього сорту (окрім сотернів) призначені для швидкого споживання протягом одного-двох років.
Окремим стилем вин з Совіньйон Блан є сотерни. Це купажні вина з Совіньйон Блан, Мускадель та Семійон, в яких використовується виноград, уражений благородною гниллю. Ці вина потенційно дуже складні й ароматні, з високим вмістом цукру і здібністю поліпшуватись з роками.

## Кулінарні комбінації
Совіньйон Блан добре комбінується з пряними й пікантними стравами, копченою рибою, птицею. Сотерни пасують до ароматних сирів, таких як рокфор, до паштетів та фуа-гра.